# Receveur général des finances
 (mai 2013).
Le Receveur général des finances est un office de finances de l‘administration française d’ancien Régime, dans les généralités, chargé de la collecte de l'impôt. L'expression continue d'être employée après les réformes fiscales entreprises sous le Consulat, à concurrence de celle de correspondants du Trésor.

## Historique
En France, l'évolution du rôle du receveur général va de pair avec un centralisme accru en matière d'impôts : l’État s'affirme au fil des siècles en tant que principal agent collecteur au profit des dépenses publiques.

### Premières réformes
Le 2 novembre 1439, comme à la suite des États généraux, l'Ordonnance d'Orléans réserve au roi la perception annuelle de la taille, et déclenche une série de révoltes notamment dans la noblesse.
Après avoir tenté de racheter tous les offices afin de mieux contrôler les rentrées fiscales, François Ier, par une ordonnance du 28 décembre 1523 rassemble toutes les recettes ordinaires (issues du domaine royal) et extraordinaires (les impôts), et en confie la gestion au trésorier de l'épargne. Puis, en 1532, le roi retire aux trésoriers le pouvoir d'ordonnancement. Henri II met en place 16 recettes générales en décembre 1542 pour administrer le domaine royal. Elles regroupent plusieurs élections. Les receveurs généraux ont en charge toutes les recettes. En 1550, le roi nomme les généraux des finances, des commissaires et des intendants aux finances.
En 1561, la charge de surintendant des finances est créée : cette personne gère l'ensemble du système fiscal et financier du royaume et chapeaute les différents corps.